# FK Arsenal Česká Lípa
FK Arsenal Česká Lípa is een Tsjechische voetbalclub uit Česká Lípa. De club gaat terug tot het jaar 1927, toen in Česká Lípa ČsSK Česká Lípa als eerste Tsjechische voetbalclub in de stad werd opgericht.

## Naamswijzigingen
- 1927 – ČsSK Česká Lípa
- 1945 – Sokol Česká Lípa
- 1946 – Sokol Železničáři Česká Lípa
- 19?? – ZSJ Tatra Česká Lípa
- 1948 – Sokol Tatra Česká Lípa
- 1953 – DSO Spartak Česká Lípa (Dobrovolná sportovní organizace Sparta Česká Lípa)
- 1960 – TJ Spoza Česká Lípa (Tělovýchovná jednota Spojené závody Česká Lípa)
- 1961 – fusie met DSO Lokomotiva Česká Lípa → TJ SZ Česká Lípa (Tělovýchovná jednota Spojené závody Česká Lípa)
- 1962 – verzelfstandiging van DSO Lokomotiva Česká Lípa
- 1977 – TJ Vagonka Česká Lípa (Tělovýchovná jednota Vagonka Česká Lípa)
- 19?? – 1. FC Brümmer Česká Lípa (První Football club Brümmer Česká Lípa)
- 1998 – 1. FC Česká Lípa (První Football club Česká Lípa)
- 2008 – FK Arsenal Česká Lípa (Fotbalový klub Arsenal Česká Lípa)